# Asquerosa alegría
Asquerosa alegría è il secondo album in studio del gruppo rock argentino Bersuit Vergarabat, pubblicato nel 1993.

## Tracce
1. Fuera de aca
2. Sin son
3. Tu pastilla fue
4. Clara
5. Cha cha cha
6. Ausencia de estribillo
7. Si amanece
8. Decile a tu mamá
9. Balada de Guang Chang Kein
10. Los elefantinos
11. Vamos, no llegamos
12. Nepore'y (Tu ausencia)
13. Buceando en el riachuelo